# Autobús guiat

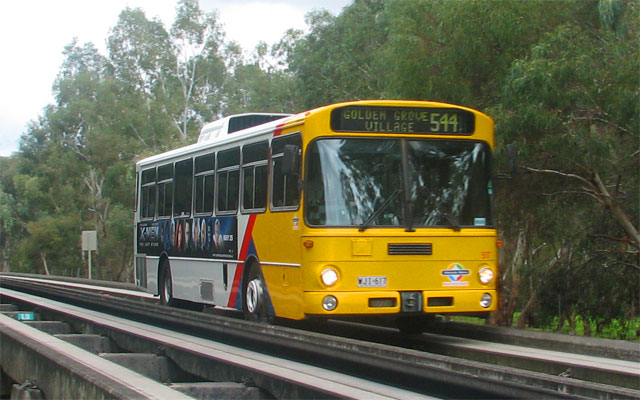
Un autobús Mercedes-Benz O305 a la ruta O-Bahn Busway a Adelaide, Austràlia

Els autobusos guiats són autobusos capaços de ser conduïts per mitjans externs, generalment en una pista o via rodada dedicada que exclou altres trànsits, permetent el manteniment dels horaris fins i tot en hores punta. A diferència dels troleibusos o tramvies amb pneumàtics, durant una part de les seves rutes els autobusos guiats poden compartir espai vial amb el trànsit general per carreteres convencionals, o amb autobusos convencionals en carrils bus estàndard.
Els sistemes de guiatge poden ser físics, com ara voreres o barres de guia, o remots, com ara guia òptic o de ràdio. Els autobusos guiats poden ser articulats, permetent més passatgers, però no tants com el tren lleuger o els tramvies que no també circulen lliurement per les vies públiques.

## Història

### Precursors
El mecanisme de guiatge de l'autobús guiat per voreres (KGB) és un desenvolupament de les primeres brides, anteriors als ferrocarrils. Per tant, el tramvia de Gloucester i Cheltenham de 1809 té la pretensió de ser la primera via d'autobús guiada. Hi havia flangeways anteriors, però no transportaven passatgers.

### Exemples moderns
Hi ha alguns exemples d'autobusos guiats arreu del món construïts des de 1980.
El primer sistema de bus guiat modern es va inaugurar el 1980 a Essen, Alemanya. Aquesta era inicialment una pista de demostració, però es va ampliar periòdicament i encara està en funcionament a partir del 2019.
La primera via d'autobús guiada al Regne Unit va ser a Birmingham, el Tracline 65, 1,968 peus (600 m) llarg, experimentalment el 1984. Va tancar el 1987.
A partir de l'experiència a Essen, el 1986 el govern d'Austràlia Meridional va obrir l' O-Bahn Busway a Adelaide. Es tracta d'una via d'autobús guiada de 12 quilòmetres.
A Mannheim, Alemanya, des de maig de 1992 fins a setembre de 2005, una via d'autobús guiada va compartir l'alineació del tramvia durant uns centenars de metres, la qual cosa va permetre als autobusos evitar un tram de carretera congestionat on no hi havia espai per a un carril de trànsit addicional. Es va suspendre, ja que la majoria dels autobusos equipats amb rodes guia es van retirar per motius d'edat. No hi ha plans per convertir autobusos més nous.
El Nagoya Guideway Bus a Nagoya, es va inaugurar el març de 2001 i és l'única línia d'autobús guiat al Japó.
La ruta d'autobús guiada de Cambridgeshire entre Cambridge i St Ives, amb 25 quilometres (16 milles), és la via d'autobús guiada més llarga del món.
Entre 2004 i 2008, una 1 milla (1.5 km) la secció d'autobús guiada estava en funcionament entre Stenhouse i Broomhouse a l'oest d'Edimburg. La ruta es va convertir més tard per utilitzar-la pels tramvies d'Edimburg.

## Tramvies amb pneumàtics de goma
Els autobusos guiats s'han de distingir dels sistemes de pneumàtics de goma que no poden circular més que per una via dedicada o sota línies elèctriques aèries fixes.
Les vies d'autobús guiades semblants a tramvies (tramvies amb pneumàtics de goma ) inclouen:
- Translohr – Clermont-Ferrand i línies 5 i 6 a París, França; Xangai i Tianjin, Xina; Medellín, Colòmbia; Pàdua i Venècia-Mestre, Itàlia. També anomenats "tramvies amb pneumàtics de goma".
- Bombardier Guided Light Transit – Caen, França; Nancy, França. El primer es substitueix per tramvies convencionals i l'altre s'utilitza com a troleibús sense el sistema de guia.

## Sistemes de guiatge

### Guiatge òptic

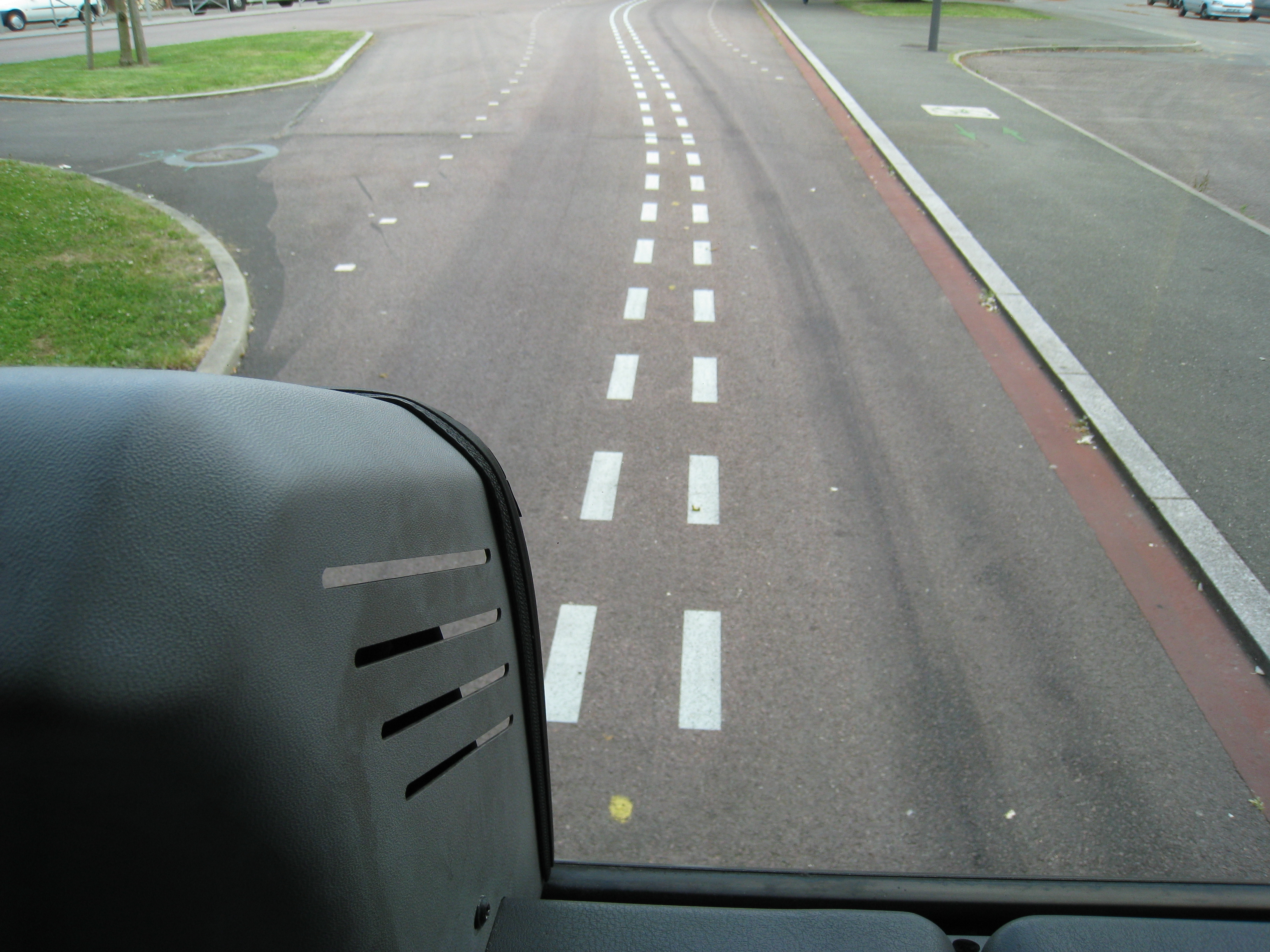
Un dispositiu de guia òptic a l'autobús TEOR a Rouen.

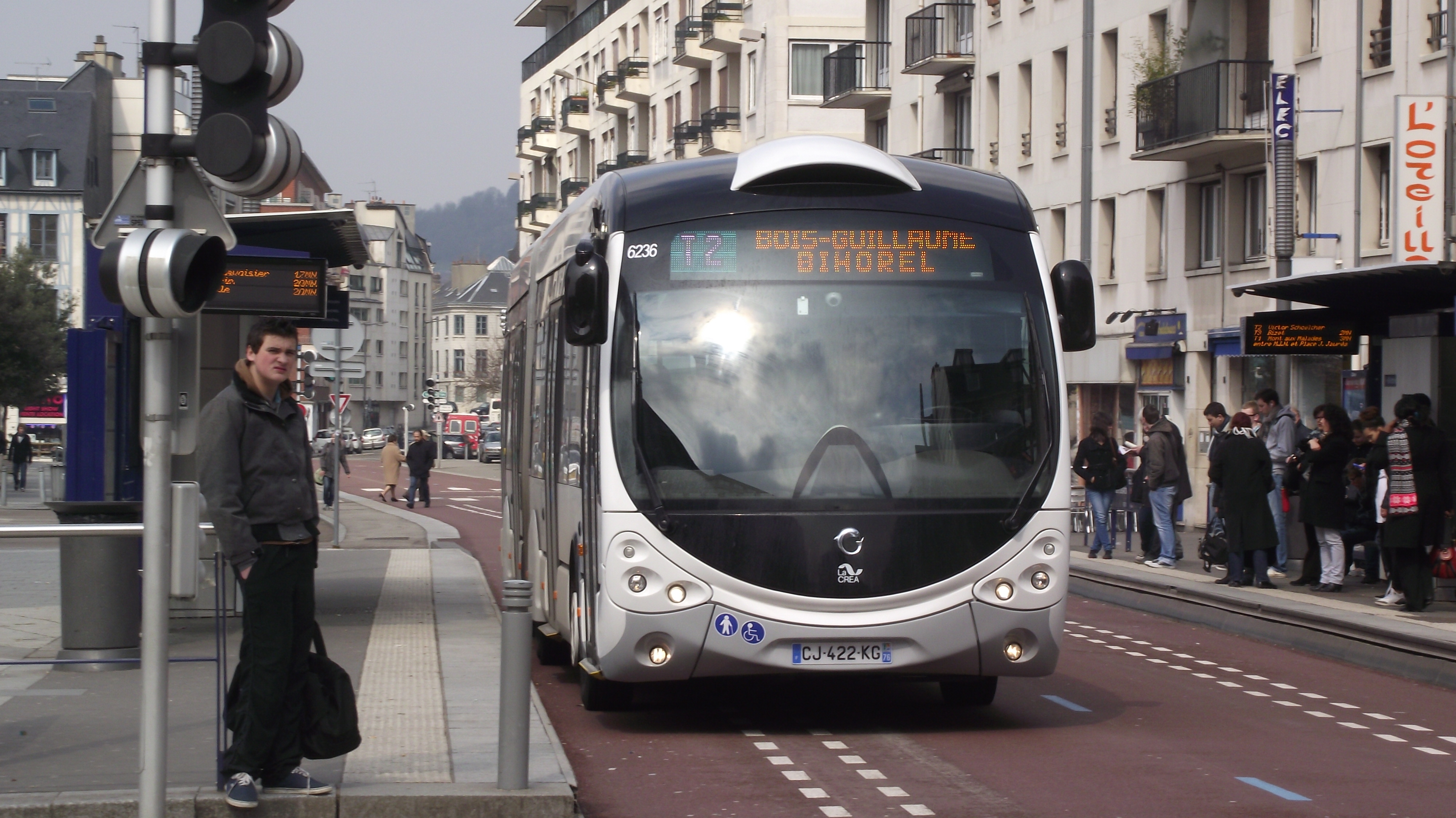
Irisbus Crealis Neo, un autobús TEOR de guia òptica a Rouen

La guia òptica es basa en els principis del processament d'imatges. Una càmera a la part davantera del vehicle explora les bandes de pintura a terra que representen el camí de referència. Els senyals obtinguts per la càmera s'envien a un ordinador de bord, que els combina amb paràmetres dinàmics del vehicle (velocitat, velocitat de guiñada, angle de roda). La calculadora transmet ordres al motor de guia situat a la columna de direcció del vehicle per controlar el seu recorregut en línia amb el de la referència.
La guia òptica és un mitjà per apropar-se al rendiment del tren lleuger amb una configuració ràpida i econòmica. Permet als autobusos tenir capacitats d'acoblament de precisió tan eficients com les del ferrocarril lleuger i redueix els temps d'estada, permetent conduir el vehicle fins a un punt precís d'una plataforma segons una trajectòria precisa i fiable. La distància entre els graons de la porta i la plataforma està optimitzada per no superar 5 centimetres (2 in) . Aleshores és possible l'embarcament a nivell i no cal utilitzar una rampa mòbil per a persones amb discapacitat de mobilitat.
El sistema Optiguide, un dispositiu de guia òptic desenvolupat per Siemens Transportation Systems, està en servei d'ingressos des de l'any 2001 a Rouen i Nimes (només a les estacions), França, i s'ha instal·lat en troleibusos a Castelló (Espanya) des del juny de 2008.
El 2017 es va introduir un altre sistema. Anomenat Autonomous Rail Rapid Transit (ART) i desenvolupat per CRRC, utilitza sistemes òptics per seguir les marques d'una carretera. El sistema ART es coneix amb freqüència com a "tramvia sense via" i ocasionalment com a "autobús guiat òpticament".
A França, el sistema d'orientació òptica  Optiguide , un dispositiu de direcció òptica desenvolupat per Siemens Transportation Systems SAS, ha estat en servei des de 2001 a la xarxa de transport de Ruan (França). OPTIGUIDE també s'ha cabut en els troleibusos en Castelló (Espanya) des de juny de 2008, Nîmes (França) en 2012.

### Guiatge magnètic
Altres sistemes experimentals tenen una guia no mecànica, com sensors o imants enterrats a la calçada. El 2004, Stagecoach Group va signar un acord amb Siemens per desenvolupar un sistema de guia òptic per utilitzar-lo al Regne Unit.

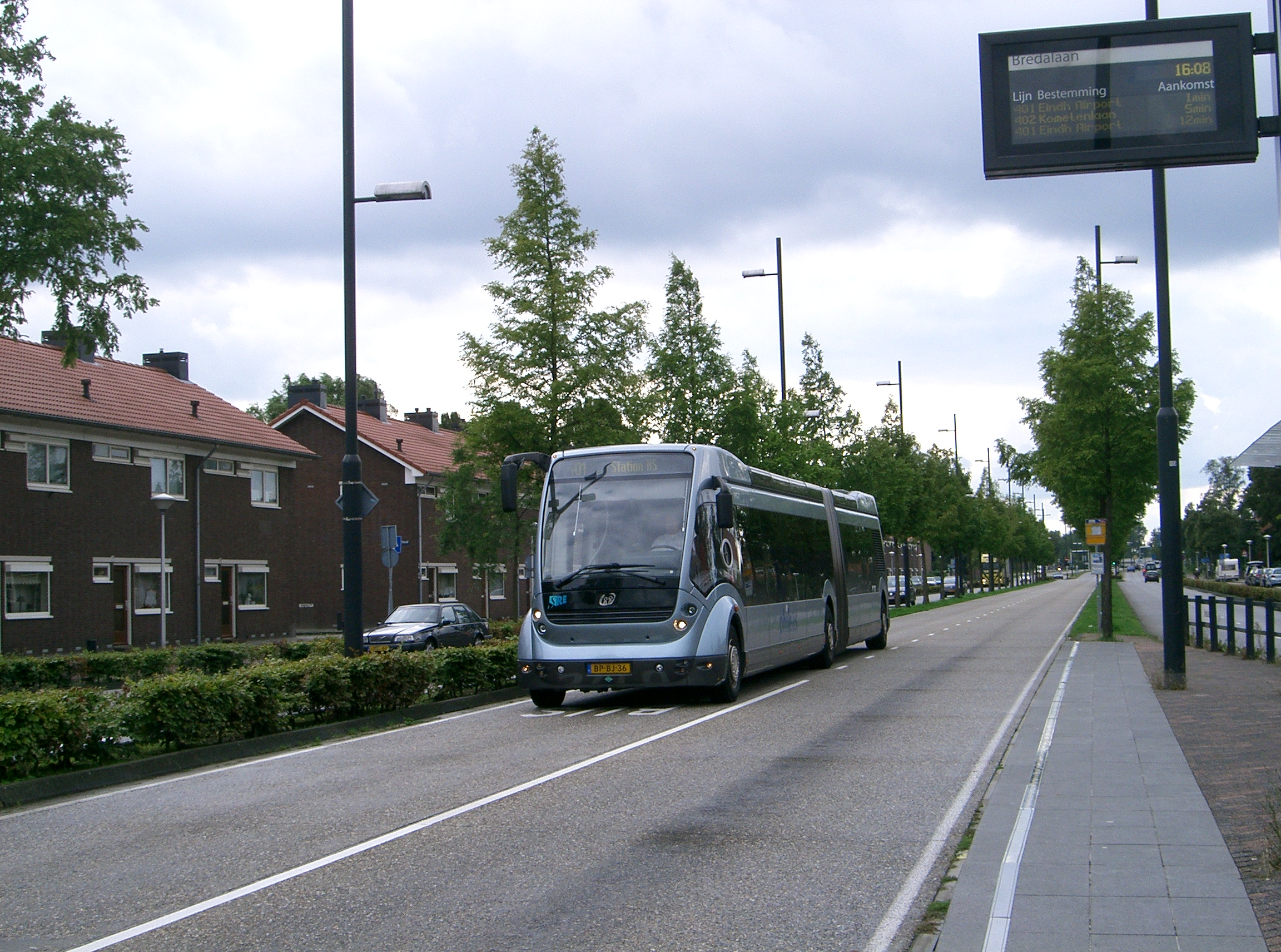
Autobús Phileas

Dues línies d'autobús a Eindhoven, Països Baixos, són utilitzades pels vehicles Phileas . La línia 401 des de l'estació d'Eindhoven fins a l'aeroport d'Eindhoven és 9 km (5.6 mi) de llarg, està format principalment per carrils bus de formigó i té unes 30 andanes de parada de Phileas. La línia 402 des de l'estació d'Eindhoven fins a Veldhoven es bifurca de la línia 401 i afegeix altres 6 km (3.7 mi) de carrils bus i unes 13 parades.
Fa uns anys, l'autoritat regional de transport urbà de la regió d'Eindhoven (SRE) va decidir deixar de fer servir el sistema de guia magnètica. El 2014 el fabricant, APTS, va ser declarat en fallida.
La regió de Douai a França està desenvolupant una xarxa de transport públic amb infraestructures dedicades. La longitud de les línies serà de 34 km (21 mi) . La primera etapa és una línia de 12 km (7.5 mi) de Douai passant per Guesnain fins a Lewarde, passant a prop de Waziers, Sin-le-Noble, Dechy i Lambres-lez-Douai. Es dotaran de 39 andanes de parada amb una distància mitjana entre les parades de 400 m (440 yd) . Es col·locaran diverses parades a la dreta de cada carril. Les parades centrals entre ambdós carrils es col·locaran en llocs amb espai limitat al costat dret. Això requereix que el vehicle tingui portes als dos costats.
El 3 de novembre de 2005, es va signar una llicència i un acord de transferència de tecnologia entre Advanced Public Transport Systems (APTS) i l'Institut de Recerca Ferroviària de Corea (KRRI). KRRI havia de desenvolupar la versió coreana del vehicle Phileas, el maig de 2011.
Des del juny de 2013, 3 milles (1,5 milles per sentit) de l' Emerald Express (EmX) BRT a Eugene, Oregon, ha utilitzat la guia magnètica en les entrades en una secció especialment corba de la ruta que també implica corbes S de petit radi necessàries per atracament. El conductor controla la frenada i l'acceleració.

### Guiatge de vorera

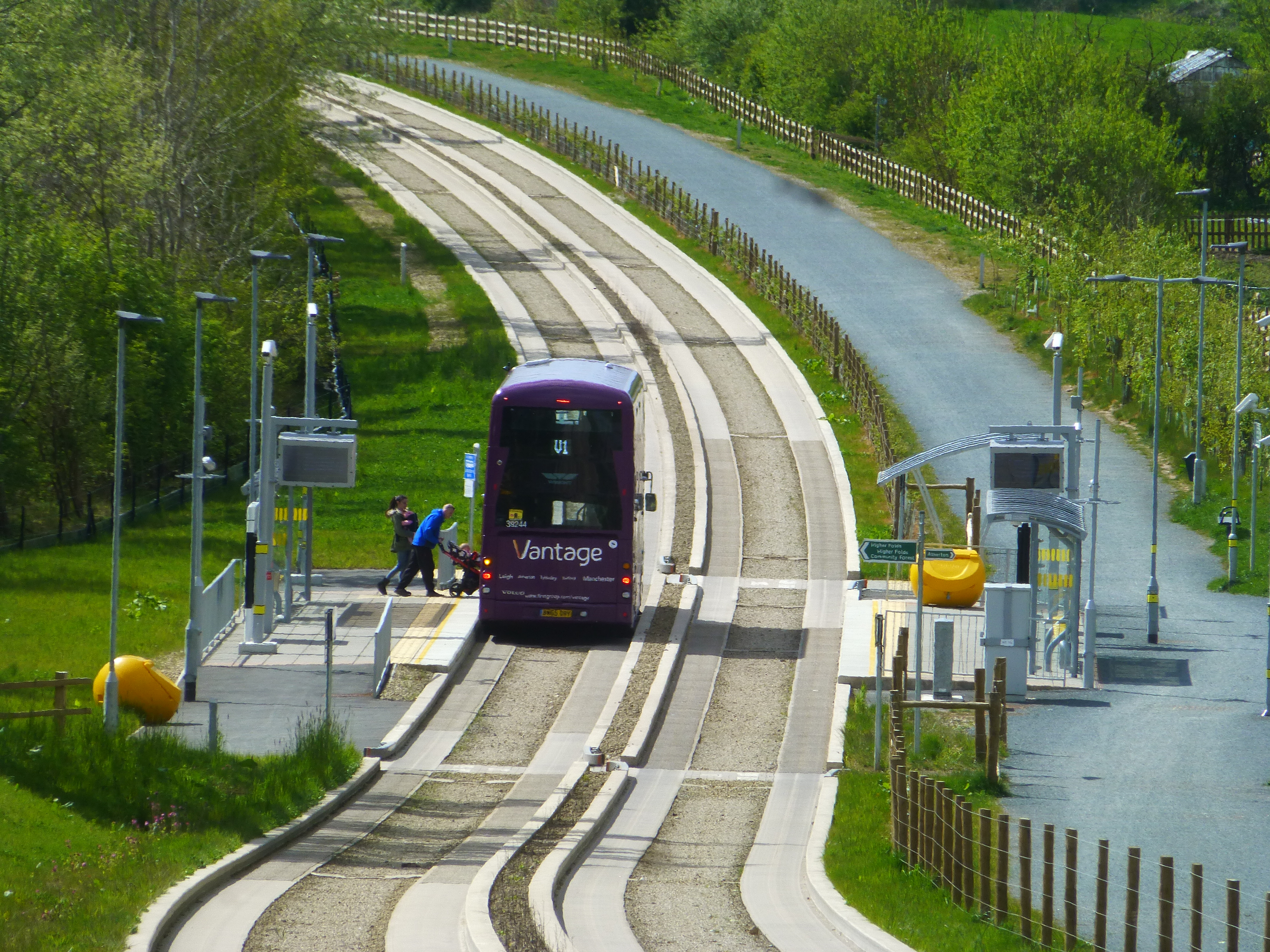
Pista guiada per voreres i camí multiusuari adjacent al llarg d'una línia ferroviària en desús, al trànsit ràpid de bus Leigh-Salford-Manchester

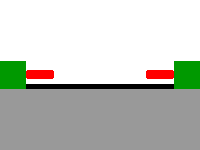
Diagrama de secció transversal de les voreres en sentit paral·lel del carril bus a Essen, Alemanya

En els autobusos guiats per voreres (KGB), les rodes guies petites unides a l'autobús s'enganxen a les voreres verticals a banda i banda de la via guia. Aquestes rodes guia empenyen el mecanisme de direcció de l'autobús, mantenint-lo centralitzat a la via. Lluny de la guia, l'autobús es dirigeix de la manera normal. L'inici de la guia s'encamina des d'una pista ampla fins a l'amplada de la guia. Aquest sistema permet operar a gran velocitat en una guia estreta i un posicionament precís a les plataformes d'embarcament, facilitant l'accés a persones grans i discapacitats. Com que les rodes de guia es poden connectar i treure de manera econòmica a gairebé qualsevol model estàndard d'autobús, els sistemes de camins guiats per vorera no estan vinculats a vehicles especialitzats o proveïdors d'equips. De manera característica, els operadors contractats per executar serveis a les vies d'autobusos guiades per voreres compraran o llogaran els vehicles, ja que els vehicles de segona mà (sense les rodes guiades) tenen un mercat de revenda llest.
El sistema guiat per voreres manté una via estreta alhora que permet als autobusos passar-se entre ells a gran velocitat. En conseqüència, la via guiada per vorera es pot instal·lar en antigues alineacions de ferrocarril de doble via sense el requisit d'una presa de terra addicional que podria haver estat necessària si un ferrocarril en desús es convertís en una via pública. Alguns exemples inclouen el Cambridgeshire Guided Busway i Leigh-Salford-Manchester Bus Rapid Transit ; en ambdós esquemes, s'ha demostrat la possibilitat de dotar d'espai per a un ampli camí multiusuari d'ús lúdic al costat de la doble via guiada per vorera, tot dins dels límits de la via ferroviària en desús. Tant els programes Cambridgeshire com Leigh-Salford-Manchester han reportat nivells de patrocini molt augmentats (tant als mateixos autobusos com als camins adjacents), alts nivells de transferència modal de viatgers de l'ús del cotxe privat i alts nivells de satisfacció dels passatgers.

## Imatges
|  |  |  |  |

## Exemples de carreteres guiades
- Bristol, Anglaterra – MetroBus – 2018
- Cambridgeshire Guided Busway, Anglaterra – Huntingdon to Trumpington – 2011[26]
- Bus ràpid de Leigh-Salford-Manchester - 2016
- Essen, Alemanya – 1980
- O-Bahn Busway, Adelaide, Austràlia – 1986}[27]
- Línia Yutorito, Nagoya, Japó. – 2001 – Al Japó, l'autobús es considera legalment com una mena de ferrocarril.
- Institut ITS de la Universitat de Minnesota " BRT Technologies: Assisting Drivers Operating Buses on Road Shoulders " Arxivat 8 February 2012[Date mismatch] a Wayback Machine.
- Trànsit ràpid ferroviari autònom CRRC :
  - Yibin, Sichuan, Xina
  - Zhuzhou, Hunan, Xina
  - Yongxiu, Jiangxi, Xina

## Galeria

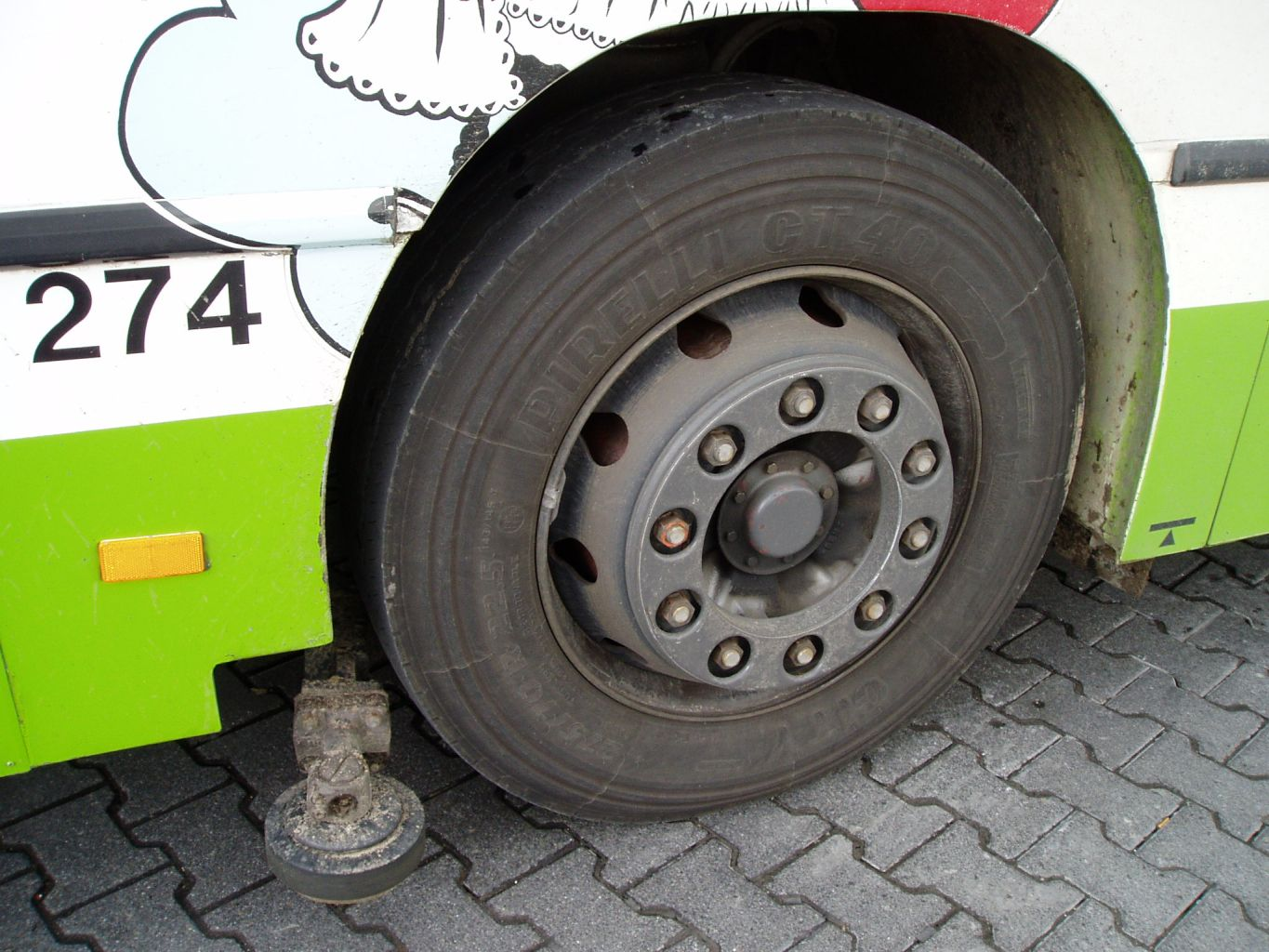
La roda guia d'un autobús guiat a Mannheim, Alemanya
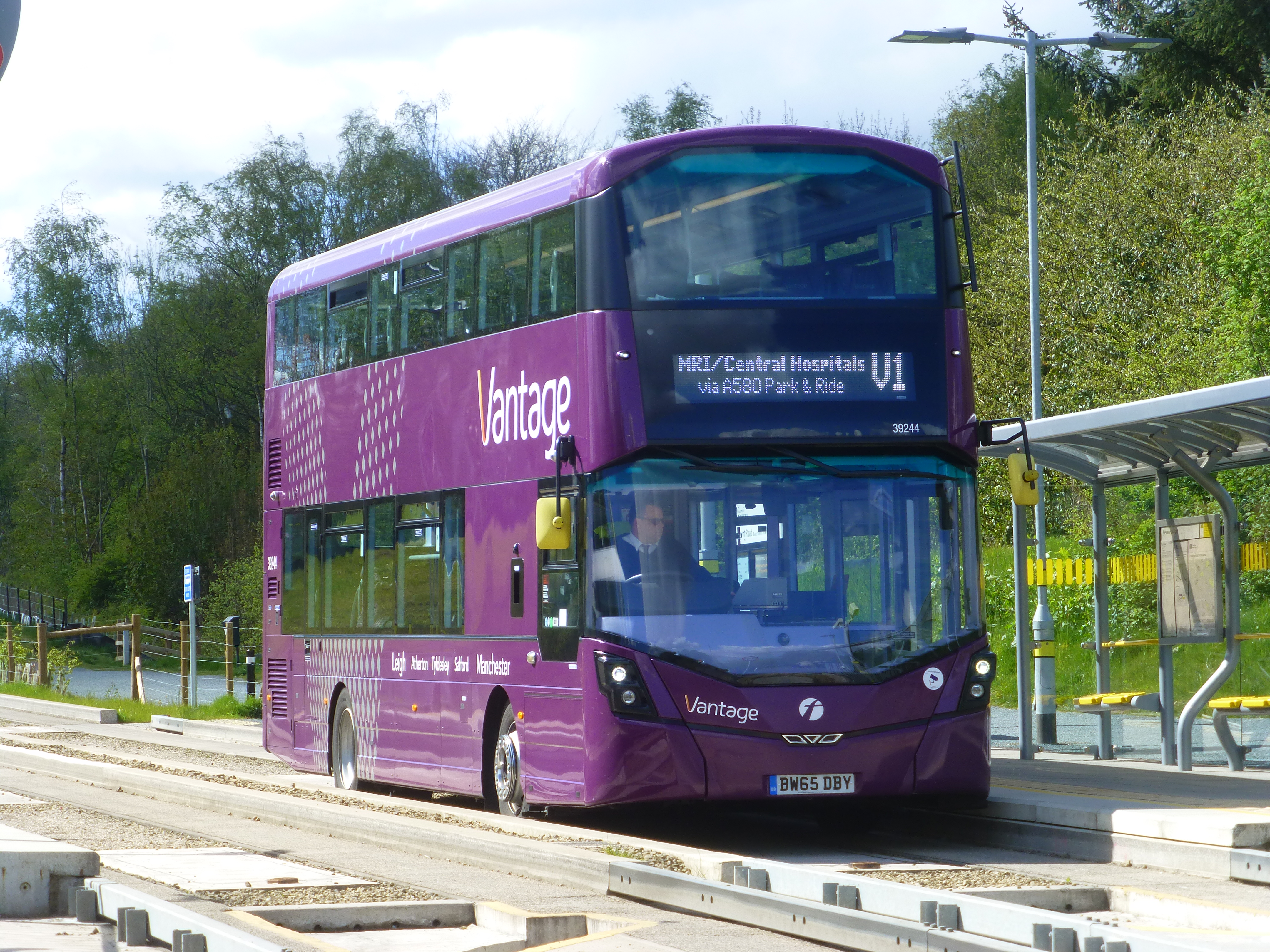
Autobús guiat de dos pisos al Leigh-Salford-Manchester Bus Rapid Transit
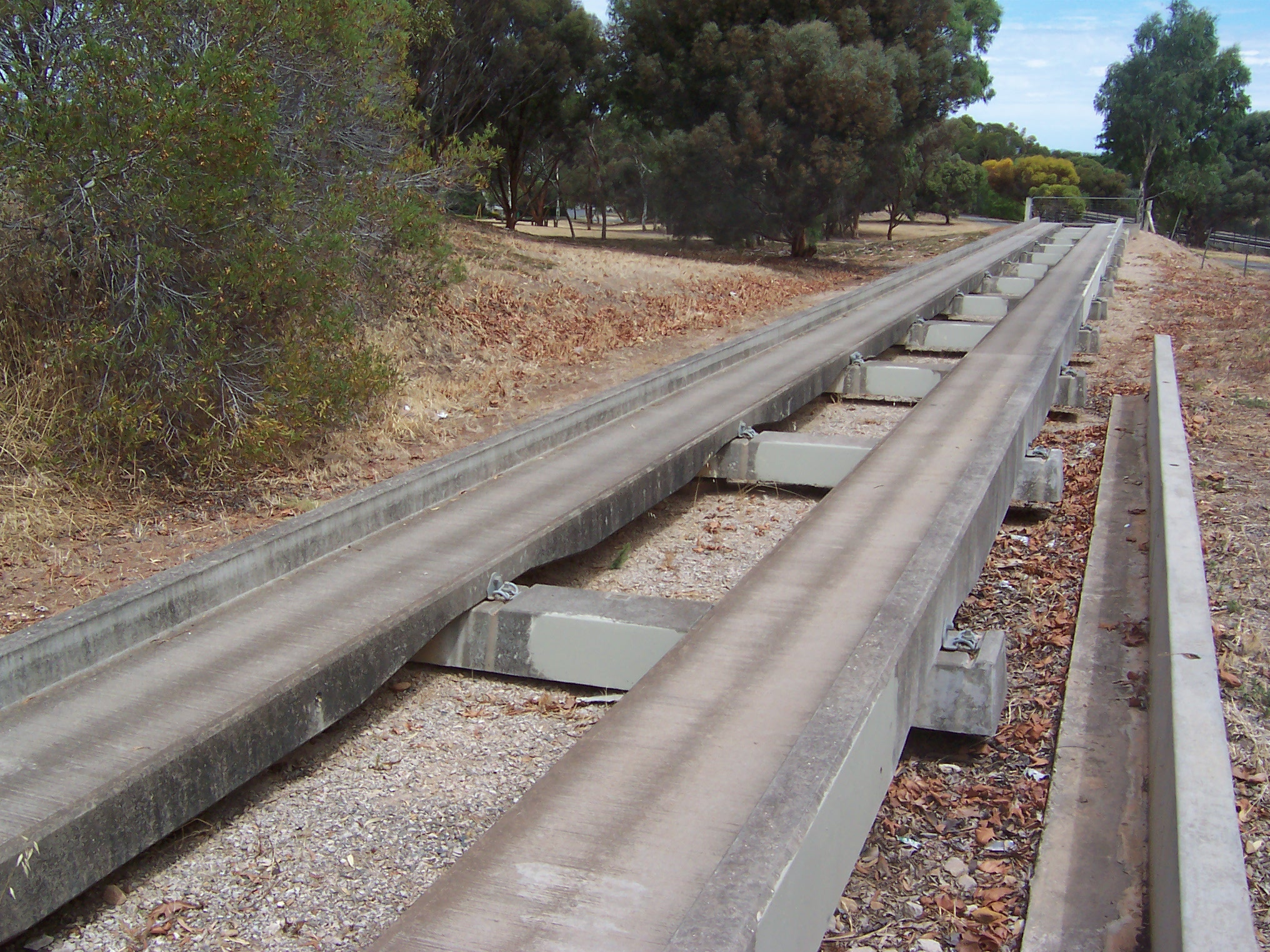
Una secció de via utilitzada per provar els autobusos O-Bahn Busway